# Guillermo Orozco Montoya
Guillermo Orozco Montoya (ur. 16 sierpnia 1946 w Sonsón) – kolumbijski duchowny rzymskokatolicki, w latach 2006–2010 biskup San José del Guaviare, biskup Girardota w latach 2010–2024. 

## Życiorys
Święcenia kapłańskie przyjął 29 czerwca 1970 i został inkardynowany do diecezji Sonsón-Rionegro. Po święceniach został wychowawcą w La Ceja, a w 1980 objął urząd proboszcza w Rionegro. W 1987 został dziekanem wydziału edukacji na uniwersytecie w Rionegro, zaś w latach 1994-2000 był rektorem seminarium w Girardota. W 2001 został dyrektorem departamentu ds. duszpasterskich w sekretariacie Konferencji Episkopatu Kolumbii.
17 stycznia 2006 został mianowany biskupem diecezji San José del Guaviare. Sakry biskupiej udzielił mu 10 marca 2006 abp Beniamino Stella.
2 lutego 2010 otrzymał nominację na biskupa diecezji Girardota.
21 marca 2024 papież przyjął jego rezygnację z pełnionego urzędu, złożoną ze względu na wiek.